# Highway Desperado
Highway Desperado — одиннадцатый студийный альбом американского кантри-певца Джейсона Олдина, выпущенный 3 ноября 2023 года на лейбле Broken Bow Records. Альбом дебютировал на 19-м месте в американском хит-параде Billboard 200 и на 6-м месте в чарте Top Country Albums.
Альбому предшествовал лид-сингл «Try That in a Small Town», который был выпущен в мае 2023 года и возглавил чарт Billboard Hot Country Songs, а также всежанровый Billboard Hot 100, став первым чарттоппером Олдина в последнем. Три другие песни, «Tough Crowd», «Let Your Boys Be Country» и «Whiskey Drink», также были выпущены в преддверии альбома. Песня «Let Your Boys Be Country» была выпущена в качестве второго сингла с альбома.

## История
Олдин выступил соавтором трёх из четырнадцати треков альбома, который стал его первым альбомом с 2009 года после Wide Open, содержащим треки, написанные им самим или написанные в соавторстве.

## Отзывы
| Оценки критиков | Оценки критиков |
| Источник        | Оценка          |
| --------------- | --------------- |
| Allmusic        | [ 3 ]           |

Стивен Томас Эрлевайн из AllMusic отметил, что «Джейсон Олдин никогда не был далеко от вершин чартов Billboard Country Airplay, но, тем не менее, не привлекал особого внимания к своему современному медленному кантри, пока песня „Try That in a Small Town“ не стала спорной сенсацией летом 2023 года. Сопровождаемая клипом, снятым в здании суда Теннесси, где происходили линчевания и расовые беспорядки, песня „Try That in a Small Town“ стала культурным громоотводом, вызвав презрение прогрессивных поклонников кантри-музыки и одобрение консервативной аудитории, что помогло ей стать первым в истории хит-парадом певца в поп-чартах. Весь его успех был основан на том, как сингл и видео намеренно нажимали на культурные кнопки; уберите эти кнопки, и „Try That in a Small Town“ станет просто ещё одним в длинном ряду ползучих, оскаленных, арена-кантри от Олдина. Highway Desperado, родительский альбом сингла, предлагает больше того же самого. Среднетемповая „Tough Crowd“ пытается подготовить слушателей к вечеринке, среднетемповая „Let Your Boys Be Country“ переворачивает старое предложение Waylon & Willie на голову, среднетемповая „Whiskey Drink“ несёт в себе долю сожаления, а среднетемповая „I’m Over You“ успокаивает разбитое сердце с поп-пульсом. В других местах Олдин впервые за 14 лет выступил в качестве соавтора, написав медленную „Hungover in a Hotel“, мягкую и настойчивую „Breakup Breakdown“ и пыльный гимн открытых дорог „Highway Desperado“. То, что эти три номера представляют собой тонкие, но заметные вариации на тему привычной формулы Олдина, может быть показательным, а может быть и преднамеренным: этого достаточно, чтобы придать „Highway Desperado“ более полное звучание, чем Macon или Georgia, даже если этого вряд ли достаточно, чтобы стереть горький привкус „Try That in a Small Town“».

## Список композиций
| №                   | Название                   | Автор(ы)                                                            | Длительность |
| ------------------- | -------------------------- | ------------------------------------------------------------------- | ------------ |
| 1.                  | «Tough Crowd»              | Kurt Allison Marv Green Tully Kennedy Kelley Lovelace Neil Thrasher | 3:20         |
| 2.                  | «Let Your Boys Be Country» | Jaron Boyer Allison Veltz Cruz Micah Wilshire                       | 3:15         |
| 3.                  | «Knew You'd Come Around»   | Tully Kennedy Allison Ben Hayslip John Morgan                       | 3:14         |
| 4.                  | «Hungover In a Hotel»      | Jason Aldean Kennedy Allison Neil Thrasher David Lee Murphy         | 3:24         |
| 5.                  | «Try That in a Small Town» | Allison Kennedy Lovelace Thrasher                                   | 3:00         |
| 6.                  | «Whiskey Drink»            | Allison Jonathan Edwards Kennedy Morgan                             | 3:10         |
| 7.                  | «Whose Rearview»           | Allison Kennedy Morgan Lydia Vaughn                                 | 3:16         |
| 8.                  | «I'm Over You»             | Josh Phillips Wilshire Michael Tyler                                | 3:00         |
| 9.                  | «Rather Watch You»         | Jessi Alexander Allison Kennedy Lovelace Thrasher                   | 3:33         |
| 10.                 | «Breakup Breakdown»        | Aldean Allison Kennedy Morgan Vaughn                                | 3:00         |
| 11.                 | «Get Away from You»        | Allison Kennedy Morgan Vaughn                                       | 3:20         |
| 12.                 | «Changing Bars»            | Allison Edwards Kennedy Morgan                                      | 3:25         |
| 13.                 | «From This Beer On»        | Allison Edwards Kennedy Morgan                                      | 3:07         |
| 14.                 | «Highway Desperado»        | Aldean Allison Edwards Kennedy Morgan                               | 4:24         |
| Общая длительность: | Общая длительность:        | Общая длительность:                                                 | 46:33        |

## Позиции в чартах

### Еженедельные чарты
| Чарт (2023)                                  | Высшая позиция |
| -------------------------------------------- | -------------- |
| Австралия Country Albums (ARIA)              | 14             |
| Канада (Canadian Albums Chart)               | 44             |
| Великобритания (UK Digital Albums Chart)     | 34             |
| Великобритания (UK Country Albums Chart)     | 5              |
| Великобритания (UK Independent Albums Chart) | 32             |
| США (Billboard 200)                          | 19             |
| США (Billboard Independent Albums)           | 4              |
| США (Billboard Top Country Albums)           | 6              |